# Jadowniki Mokre
Jadowniki Mokre este o arie protejată (sit de importanță comunitară — SCI) din Polonia întinsă pe o suprafață de 703,84 ha, integral pe uscat.

## Localizare
Centrul sitului Jadowniki Mokre este situat la coordonatele 50°08′42″N 20°46′44″E / 50.1449°N 20.7788°E.

## Înființare
Situl Jadowniki Mokre a fost declarat sit de importanță comunitară în octombrie 2009 pentru a proteja 5 specii de animale.

## Biodiversitate
Situată în ecoregiunea continentală, aria protejată conține 3 habitate naturale: Lacuri eutrofice naturale cu vegetație de tip Magnopotamion sau Hydrocharition, Pajiști cu Molinia pe soluri calcaroase, turboase sau argilos-nămoloase (Molinion caeruleae), Fânețe de joasă altitudine (Alopecurus pratensis, Sanguisorba officinalis).
La baza desemnării sitului se află mai multe specii protejate:
- nevertebrate (3): fluturele purpuriu (Lycaena dispar), Phengaris nausithous, Phengaris teleius
- pești (2): zvârluga (Cobitis taenia), țipar (Misgurnus fossilis)

Pe lângă speciile protejate, pe teritoriul sitului au mai fost identificate 2 specii de plante.